# Бэссинджер, Брэк
Брэк Мари Бэссинджер (англ. Brec Marie Bassinger; род. 25 мая 1999, Сагино, Техас, США) — американская актриса, наиболее известная по роли Беллы Доусон в телесериале «Белла и Бульдоги».

## Фильмография
| Годы      | Название                    | Роль                     | Примечания                                                    |
| --------- | --------------------------- | ------------------------ | ------------------------------------------------------------- |
| 2013      | Голдберги                   | Зои                      | 1 эпизод                                                      |
| 2013—2014 | Призраки дома Хатэвэй       | Эмма                     | Второстепенная роль                                           |
| 2015—2016 | Белла и Бульдоги            | Белла Доусон             | Главная роль                                                  |
| 2015      | Ненастоящий вампир          | Ви                       | ТВ-Фильм                                                      |
| 2014      | Таинственные девушки        | Деми                     | 1 эпизод                                                      |
| 2016—2017 | Школа рока                  | Кейл                     | Второстепенная роль (2-й сезон)                               |
| 2018      | Статус: Обновлён            | Макси                    | Второстепенная роль                                           |
| 2018      | Всю ночь                    | Рони                     | Главная роль                                                  |
| 2019      | Синяя бездна 2              | Кетрин                   | В разработке                                                  |
| 2019      | Мой шумный дом              | Марго                    | Голосовая роль; Эпизод: «Дом любимых / Герой сегодня, завтра» |
| 2020      | Старгёрл                    | Кортни Уитмор / Старгёрл | Главная роль                                                  |
| 2025      | Пункт назначения: Узы крови | молодая Айрис Кэмпбелл   |                                                               |